# Buonvicino
Buonvicino – miejscowość i gmina we Włoszech, w regionie Kalabria, w prowincji Cosenza.
Według danych na rok 2004 gminę zamieszkiwało 2538 osób, 84,6 os./km².